# Rupert Sheldrake
Rupert Sheldrake (Newark-on-Trent, 28 juni 1942) is een Engels auteur die zich, na een opleiding in de celbiologie, bezighoudt met parapsychologie.
Sheldrake heeft het concept morfisch veld verder ontwikkeld, gebaseerd op het oudere begrip morfogenetische velden. Dit begrip werd eerder gebruikt door T.H. Huxley en de Franse filosoof Henri Bergson via het begrip 'noösfeer' van de paleontoloog-jezuïet Teilhard de Chardin. Sheldrake heeft onderzoek gedaan naar en geschreven over onder andere de ontwikkeling en het gedrag van dieren en planten, telepathie, perceptie en metafysica. Hij heeft zijn focus speciaal gericht op die vraagstukken die (nog) geen oplossing hebben gevonden, zoals het gedrag en de communicatie onderling van mieren, duiven die hun hok terug vinden, honden die de thuiskomst van hun baas 'weten', etc. Hij doet dit door fundamenteel experimenteel onderzoek met een zeer beperkt budget.
Sheldrake is afgestudeerd en gepromoveerd aan de Universiteit van Cambridge. Hij kwam in de jaren 90 in Nederland in het nieuws als een van de deelnemers aan het spraakmakende VPRO-programma Een schitterend ongeluk van Wim Kayzer.

## Biografie

### Jonge jaren en opleiding
Sheldrake werd geboren in Newark-on-Trent uit een familie van methodisten. Hij volgde het Worksop College, een Anglicaanse kostschool, en specialiseerde zich in de wetenschap. Zijn vader, een amateur in naturalisme en microscopie, moedigde de belangstelling in planten en dieren van zijn zoon aan.
Sheldrake studeerde biologie en biochemie in Cambridge, en later filosofie aan Harvard. Hij promoveerde in 1967 aan de Universiteit van Cambridge in de biochemie en gaf tot 1973 college aan het Clare College in biochemie en celbiologie.
Van 1974 tot 1985 werkte hij in Hyderabad, India, waar hij hoofd Plantfysiologie was aan het International Crops Research Institute. Hij leefde 1½ jaar in de ashram van Bede Griffiths (een Benedictijnse monnik), waar hij zijn eerste boek schreef: Een nieuwe levenswetenschap.

## Onderzoek

### Achtergrond
De huidige gangbare manier om de biologie te benaderen is de 'mechanistische' manier: levende organismen worden beschouwd als natuur- en scheikundige machines en alle levensverschijnselen worden in principe geacht verklaard te kunnen worden in termen van de natuur- en scheikunde. Dit mechanistische paradigma is niet nieuw; het is in feite gedurende meer dan een eeuw van overheersend belang geweest. De belangrijkste reden waarom de meeste biologen er zich aan blijven houden is dat het werkt: het voorziet hun gedachten van een raamwerk waarbinnen de vragen over de natuur en scheikundige mechanismen gesteld en beantwoord kunnen worden. Het feit dat deze benadering tot spectaculaire successen heeft geleid zoals het 'kraken van de genetische code' (DNA) is een sterk argument in haar voordeel. Niettemin menen critici goede redenen te hebben om te betwijfelen dat alle levensverschijnselen, inclusief het menselijk gedrag, ooit volledig mechanistisch verklaard kunnen worden.
De 'organismische' of 'holistische' filosofie zorgt voor een achtergrond waartegen een meer ingrijpende herziening van de mechanistische theorie mogelijk zou zijn. Deze filosofie ontkent dat alles in het universum als het ware van onderaf verklaard zou kunnen worden in termen van atomen of zelfs willekeurig welke kleinste deeltjes ook. Daarentegen erkent zij het bestaan van hiërarchisch georganiseerde stelsels, die op ieder niveau van samengesteldheid eigenschappen bezitten die niet volledig begrepen kunnen worden uit de eigenschappen die hun afzonderlijke delen laten zien; op ieder niveau is het geheel meer dan de som der delen. Deze gehelen kunnen gezien worden als organismen, waarbij deze term met opzet in de brede zin wordt gebruikt om er niet alleen dieren en planten, organen, weefsels en cellen in te betrekken, maar ook kristallen, moleculen, atomen en subatomaire deeltjes.

### Morfogenetische velden
De theorie van de morfogenetische velden is erop gebaseerd dat deze inderdaad een meetbare natuurkundige werking hebben. Ze stelt voor dat morfogenetische velden verantwoordelijk zijn voor de kenmerkende vorm en de organische stelsels op elk niveau van samengesteldheid, niet alleen in het rijk van de biologie, maar ook in dat van de schei- en natuurkunde.

Deze velden scheppen orde in stelsels waarmee ze verbonden zijn door gebeurtenissen te beïnvloeden, die vanuit een energetisch gezichtspunt gezien, onbepaald of toevallig schijnen; ze leggen beperkingen met een bepaald patroon op aan de energetisch mogelijke uitkomsten van natuurkundige processen, zoals de vorming van eiwitten.

### Morfogenetische stelsels
Als morfogenetische velden verantwoordelijk zijn voor de organisatie en vorm van materiële stelsels, dan moeten zij zelf kenmerkende structuren hebben. Waar komen deze veld-structuren dan vandaan? Het antwoord dat wordt voorgesteld is dat ze zijn afgeleid van de morfogenetische velden die behoren bij de voorafgaande daarop gelijkende stelsels: de morfogenetische velden van alle verleden stelsels worden tegenwoordigheid van elk soortgelijk volgend stelsel; de opbouw van vroegere stelsels werkt in op de volgende en daarop gelijkende stelsels door een zich ophopende invloed die werkzaam is in de ruimte zowel als in de tijd.
Volgens deze hypothese, zijn stelsels georganiseerd op de manier waarop ze dat zijn omdat soortgelijke stelsels op die manier in het verleden waren georganiseerd. De moleculen van een ingewikkelde organische scheikundige verbinding bijvoorbeeld, kristalliseren in een kenmerkend patroon, omdat dezelfde stof vroeger zo kristalliseerde; een plant neemt de vorm aan die kenmerkend is voor zijn soort, omdat vorige leden van de soort die vorm aannamen; en een dier handelt instinctief op een bepaalde manier, omdat dergelijke dieren zich vroeger zo gedroegen.

### Psychoanalyse
De psychoanalytische scholen nemen aan dat veel onderdelen van het gedrag en subjectieve ervaring van de onderbewuste of onbewuste geest afhangen. In Carl Jungs uitwerking van dit begrip, wordt dit zelfs niet beperkt tot de individuele geest, maar dient het als een gemeenschappelijke voedingsbodem, die met elke menselijke geest gedeeld wordt: het collectief onbewuste. In zijn familieopstellingen maakt Bert Hellinger ook gebruik van de 'wetende velden' van de gezinnen van de mensen in therapie. Deze worden ook met de morfogenetische velden van Sheldrake in verband gebracht.

## Acceptatie
Het concept van Sheldrake wordt niet gedeeld door het overgrote deel van de wetenschappelijke wereld. Sommigen beschouwen Sheldrake's concept als niet falsifieerbaar en men vindt het daardoor buiten de wetenschappelijke benadering vallen. Door hen wordt het concept van morfische velden dan ook als pseudowetenschap beschouwd.

### Falsifieerbaarheid
In Nederland is onderzoek uitgevoerd naar het bestaan van een morfisch veld waarin duiven, als het ware als aan een elastiek, naar hun hok getrokken worden. Daardoor zouden ze altijd terugvliegen naar hun hok, ook als dit hok verplaatst wordt. Als het hok 80 meter werd verplaatst en de duiven op 20 kilometer afstand werden gelost, vloog een groot percentage eerst naar de oorspronkelijke plaats van het hok. Bij een ander experiment waarbij het hok 4200 meter werd verplaatst, vond geen van de duiven het hok terug. Op grond van deze resultaten kon de elastiekhypothese van Sheldrake worden verworpen.